# Leptothorax minutissimus
Leptothorax minutissimus је инсект из реда Hymenoptera и фамилије Formicidae.

## Угроженост
Ова врста се сматра рањивом у погледу угрожености врсте од изумирања.

## Распрострањење
Сједињене Америчке Државе су једино познато природно станиште врсте.